# Muzeum Makau
Muzeum Makau (chiń. 澳門博物館, port. Museu de Macau) – muzeum w Makau, w Chińskiej Republice Ludowej, znajdujące się w Fortaleza do Monte. Zawiera 2 100 metrów kwadratowych wystawy poświęconej historii i kulturze byłej portugalskiej kolonii. Budowa muzeum rozpoczęła się we wrześniu 1996 r., a otwarcie nastąpiło 18 kwietnia 1998 r.